# Bueno (Conselheiro Pena)
Bueno é um distrito do município brasileiro de Conselheiro Pena, no interior do estado de Minas Gerais. Segundo o censo demográfico de 2022, realizado pelo Instituto Brasileiro de Geografia e Estatística (IBGE), sua população era de 970 habitantes e havia 378 domicílios particulares permanentes ocupados. Possui área de 132,45 km² conforme a Fundação João Pinheiro (FJP). Foi criado pela lei estadual nº 1.039 de 12 de dezembro de 1953.
De acordo com o IBGE, em 2010 a população era de 1 061 habitantes e havia 510 domicílios particulares.